# 第2降下猟兵師団
第2降下猟兵師団（だいにこうかりょうへいしだん、2. Fallschirmjägerdivision）は、第二次世界大戦期のドイツ空軍の精鋭降下猟兵部隊である。

## 歴史
1943年1月に国防軍最高司令部はエリート降下猟兵による2番目の師団を設立することを決定した。3月に編成が始まり、その中には第1降下猟兵師団から分離された歴戦の第2降下猟兵連隊や直近の戦闘で激しく損耗した幾つかの降下猟兵部隊の残存兵力が含まれていた。
5月に師団がフランスのアヴィニョンに向け出発したときにはまだ編成の途上であった。第2降下猟兵師団は第1降下猟兵師団と共に第XI航空軍団の一部を構成し、この軍団は在イタリアの第10軍の予備兵力となった。

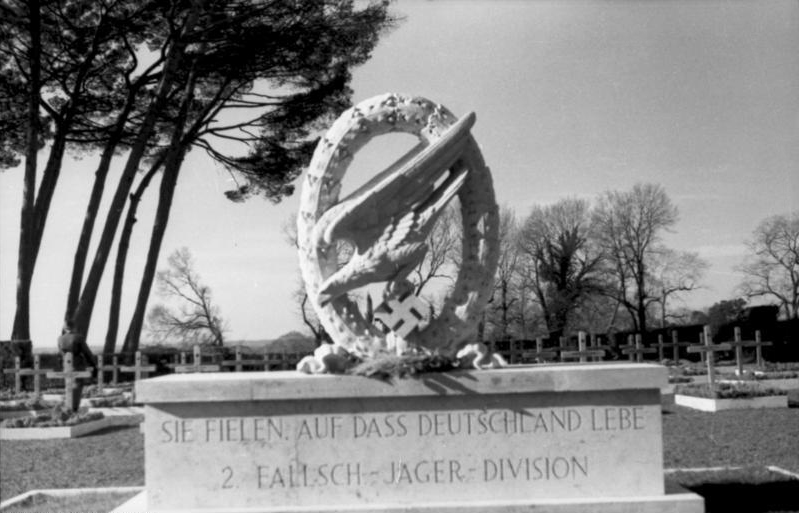
イタリアにある第2降下猟兵師団将兵の墓地

9月にイタリア政府が崩壊し始めると第2降下猟兵師団はイタリアへ送られ、テヴェレ川沿いの防衛任務に就いた。師団は9月9日にローマに移動し降伏したイタリア陸軍の武装解除を実施する作戦に参加した。師団は一両日中に首都を支配下に置き、早々と抵抗活動の萌芽を抑え始めた。
第2降下猟兵連隊の第I大隊は12月にドデカネス諸島のレロス島の再占領作戦に参加した。レロス島はイタリアの降伏後に英軍の占領下にあったが、11月16日の戦闘の勝利により再度ドイツ軍により奪還された。
その一方で10月に第2降下猟兵師団はロシアの東部戦線に配備された。11月27日にはキエフの西で第42軍団の指揮下に入ると赤軍の進攻に対する防衛に参加し、敵の進軍が止まるまで連続する激しい戦闘を行った。12月15日に師団は赤軍が穿った別の突破口を塞ぐためにキロヴォグラードへ向けて南に空輸された。その後、激しい反攻に対してドイツ軍の反撃が開始された。12月23日に反撃は頓挫し、師団は防御体制に戻った。
1944年1月に第2降下猟兵師団は東部戦線に居残りキロヴォグラード周辺で赤軍の攻撃に対する防衛戦に従事していた。3月に赤軍の進攻が再開されると師団は側面からの攻撃により後退せざるを得なくなり、月末にはブーク川の後まで撤退した。
第2降下猟兵師団の東部戦線での最後の活動は5月のドニエストル川に掛かる赤軍の橋頭堡に対する反撃であった。5月の末に激しく損耗した師団は戦線から引き抜かれ、必要とされる補充のためにドイツに帰還した。

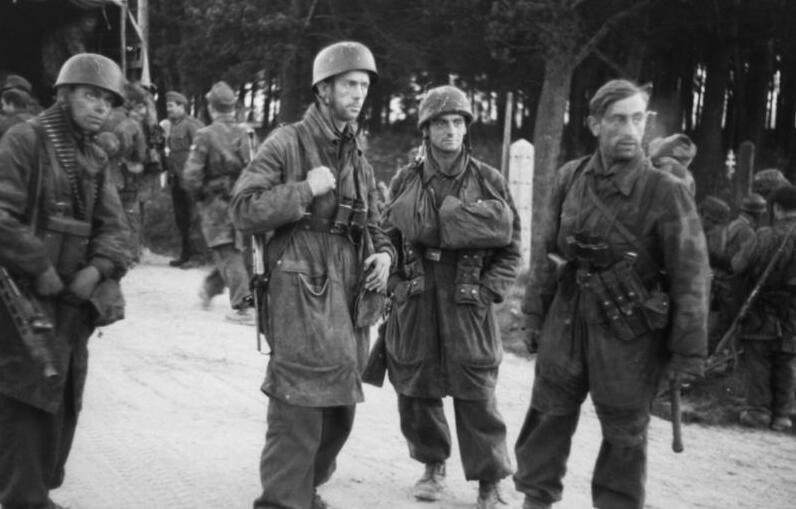
ノルマンディの降下猟兵

1944年6月6日の連合国軍のノルマンディー上陸作戦時に第6降下猟兵連隊は、第101空挺師団が降下した地点近くのコタンタン半島、カランタン地区に駐屯していた。連隊は引き続き発生したサン＝ロー防衛を含む戦いに深く関与した。
6月13日に第2降下猟兵師団の残存兵員はケルン地区からフランス西部のブレストへ向け出発した。師団は東部戦線での戦闘で被った損耗から完全には回復していなかったが戦況はそれを待てないほど逼迫していた。部隊は6月19日にブルターニュ地区に到着したが7月以前までは師団全体の集結は完了しなかった。
7月に第6降下猟兵連隊の残存兵力はファレーズ・ポケットに追い込まれ連合国軍の進攻中に壊滅した。8月9日に第2降下猟兵師団の残りの部隊はブレストの街まで押し戻され退路を遮断されたため9月20日に降伏するまでそこに留まった。ドイツに向けて退却できたのはごく僅かの兵員のみであった。
1944年9月に新たな第2降下猟兵師団がオランダのアメルスフォールトで再編成され、12月には戦闘態勢が整った。第2、第7、第23降下猟兵連隊で構成された新師団は1945年1月にはドイツ防衛の戦闘に従事し、4月にルール・ポケットで終戦を迎えた。

## 指揮官
| 日付           | 指揮官                                           |
| -------------- | ------------------------------------------------ |
| 1943年2月2日   | ヘルマン＝ベルンハルト・ラムケ少将               |
| 1943年9月13日  | ヴァルター・バレンティン（Walter Barenthin）少将 |
| 1943年11月14日 | グスタフ・ヴィルケ（Gustav Wilke）中将           |
| 1944年3月17日  | ハンス・クロー少将                               |
| 1944年6月1日   | ヘルマン＝ベルンハルト・ラムケ大将               |
| 1944年8月11日  | ハンス・クロー少将                               |
| 1944年11月15日 | ヴァルター・レックナー（Walter Lackner）中将     |

## 編成
1943年5月
- 第2降下猟兵師団
  - 第2降下猟兵連隊
  - 第6降下猟兵連隊
  - 第7降下猟兵連隊
  - 第2降下猟兵砲兵連隊
  - 第2降下猟兵対戦車大隊
  - 第2降下猟兵工兵大隊
  - 第2降下猟兵通信大隊
  - 第2降下猟兵衛生大隊

1944年5月
- 第2降下猟兵師団
  - 第2降下猟兵連隊
  - 第6降下猟兵連隊（この部隊は数度に渡り所属師団から分離されその他の部隊に割り当てられた）
  - 第7降下猟兵連隊
  - 第2降下猟兵砲兵連隊
  - 第2降下猟兵対戦車大隊
  - 第2降下猟兵機関銃大隊
  - 第2降下猟兵擲弾発射器大隊
  - 第2降下猟兵対空大隊
  - 第2降下猟兵工兵大隊
  - 第2降下猟兵通信大隊
  - 第2降下猟兵衛生大隊